# Präsidentenpalais Suriname
Das frühere Gouverneurs- und heutige Präsidentenpalais steht am Onafhankelijkheidsplein (Unabhängigkeitsplatz) in Paramaribo, Suriname.

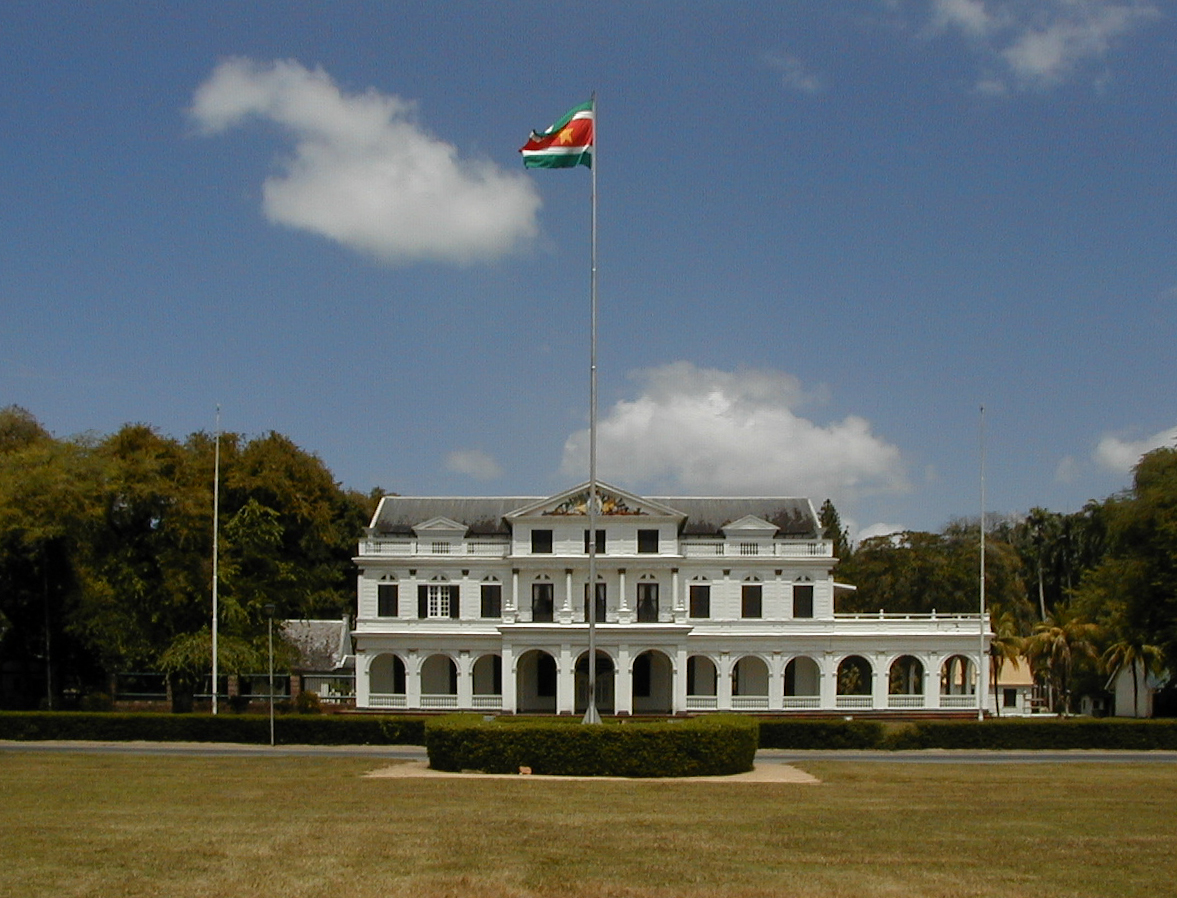
Foto des Palais, 2012

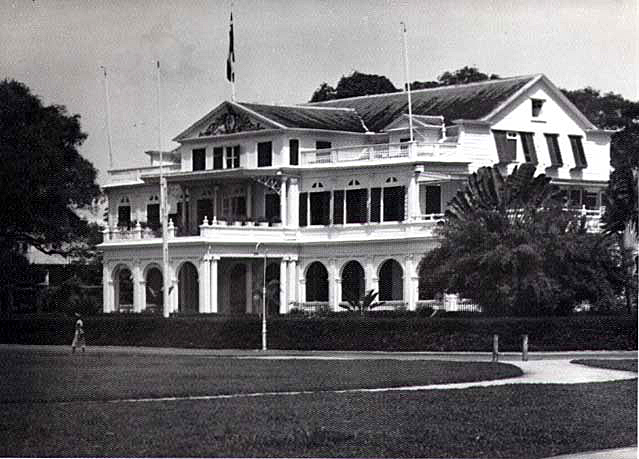
Foto von 1955

Hier residierten die Gouverneure der Sozietät von Suriname und ab 1795, bis zur Unabhängigkeit von Suriname am 25. November 1975, die durch die Kolonialmacht Niederlande berufenen Gouverneure.

## Gouverneurshaus

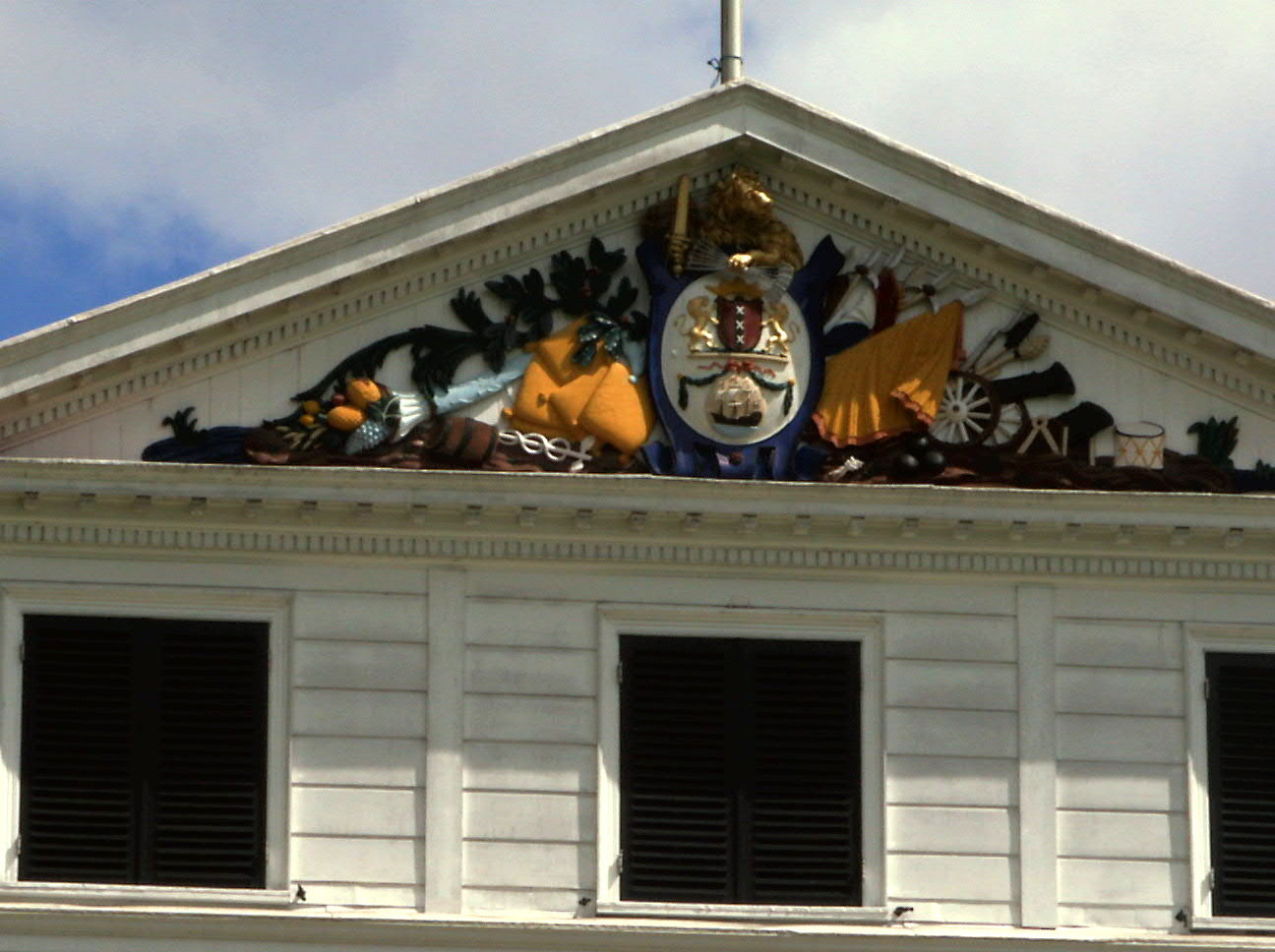
Detail, Giebel mit dem alten Wappen

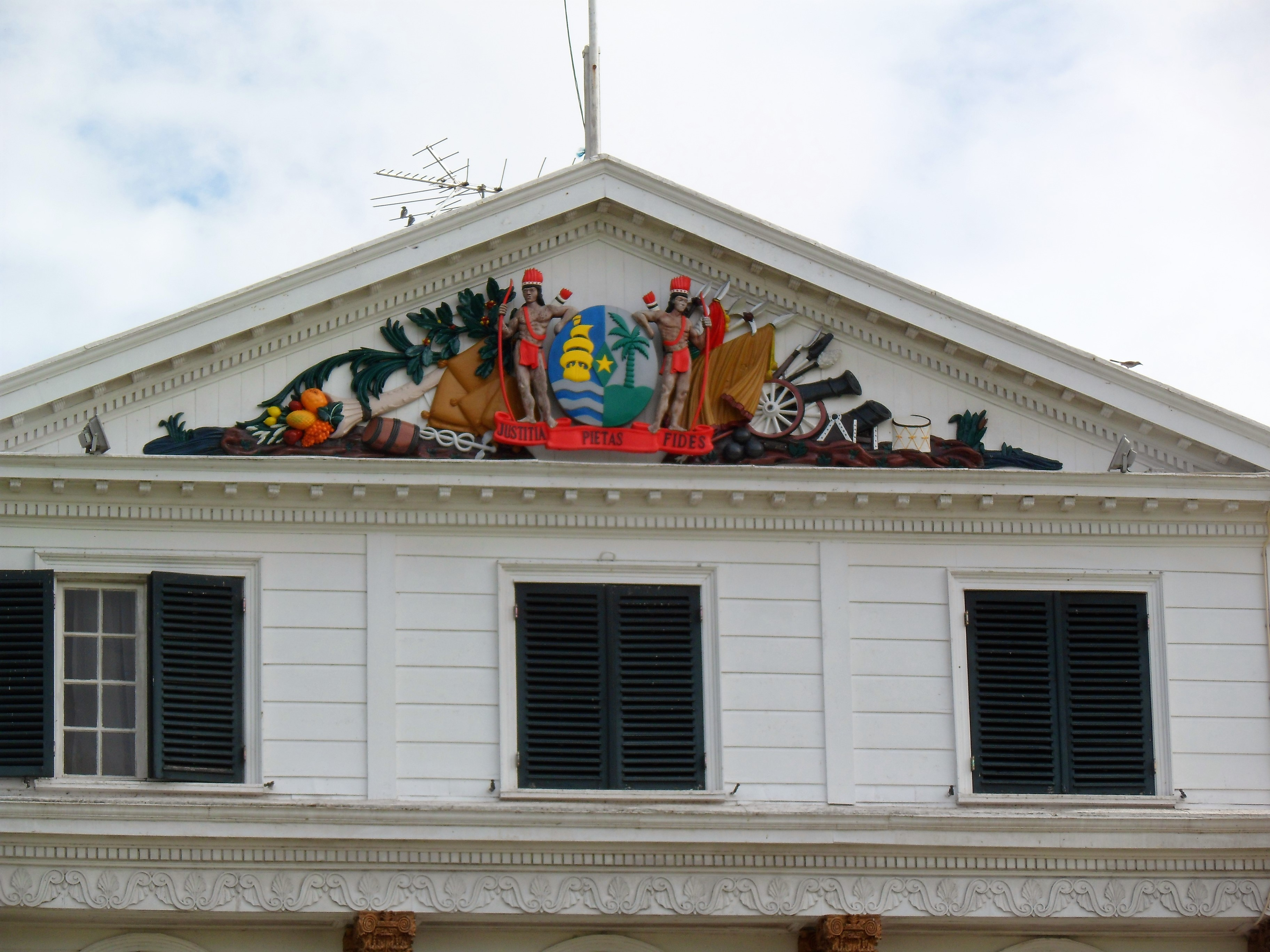
Detail, Giebel mit dem neuen Wappen

Das erste Gouverneurshaus an dieser Stelle wurde wahrscheinlich am Ende des 17. Jahrhunderts aus Holz errichtet. Ein erster Grundriss wurde von Ingenieur Tourton im Jahre 1712 angefertigt. Hierauf ist das Gebäude mit langgestreckten Hintergebäuden eingezeichnet. Entsprechend dem angegebenen Maßstab hatte das Gouverneurshaus eine Größe von rund 14,20 × 14,20 Meter und bestand wahrscheinlich aus zwei Etagen.
Rund 1730 ließ Gouverneur Carel Emilius Henry de Cheusses das Haus komplett auf einem Sockel aus Ziegelsteinen neu bauen und wahrscheinlich auf seine heutige Breite räumlich erweitern.
Auf einem Gemälde von Frederik Jägerschiöld aus dem Jahre 1772 ist das Gebäude detailliert dargestellt. Es hatte mit seinem grauen Farbanstrich und den circa 10 kleinen Fenstern auf der ersten Etage noch nicht den Glanz einer Gouverneursresidenz.
Rund 1787/88 wurde das Gebäude an der Vorderseite erweitert. Es wurde eine Bogengang bestehend aus zwei Baulagen angebaut. Der mittlere Teil erhielt als Krönung einen Dreiecksgiebel mit dem Wappen der Sozietät von Suriname.
Im Jahre 1834 erfolgte erneut eine eingreifende innere und äußere Veränderung durch den Anbau einer offenen Galerie an der hinteren Gebäudeseite. Abgesehen von weiteren kleineren Veränderungen hatte es hiermit die heutige Form.
An der Platzseite wurde dann 1911 auf der ersten Etage des Vorsprungs eine große Terrasse über den Eingangsbereich gebaut, wodurch auch eine Anfahrts-Überdachung entstand.

### Präsidentenpalais
Bis zum Jahre 1987 haben hier alle Präsidenten der Republik Suriname residiert. Heute dient es dem Präsidenten zu repräsentativen Zwecken, Empfängen, Ehrungen und Festen.
Das Wappen der Sozietät von Suriname im Giebeldreieck – siehe Foto – wurde entfernt. Am 1. Juli 2015, dem Feiertag zur Abschaffung der Sklaverei in Suriname am 1. Juli 1863, wurde das neue Wappen Surinames enthüllt.